# Amédée Despans-Cubières

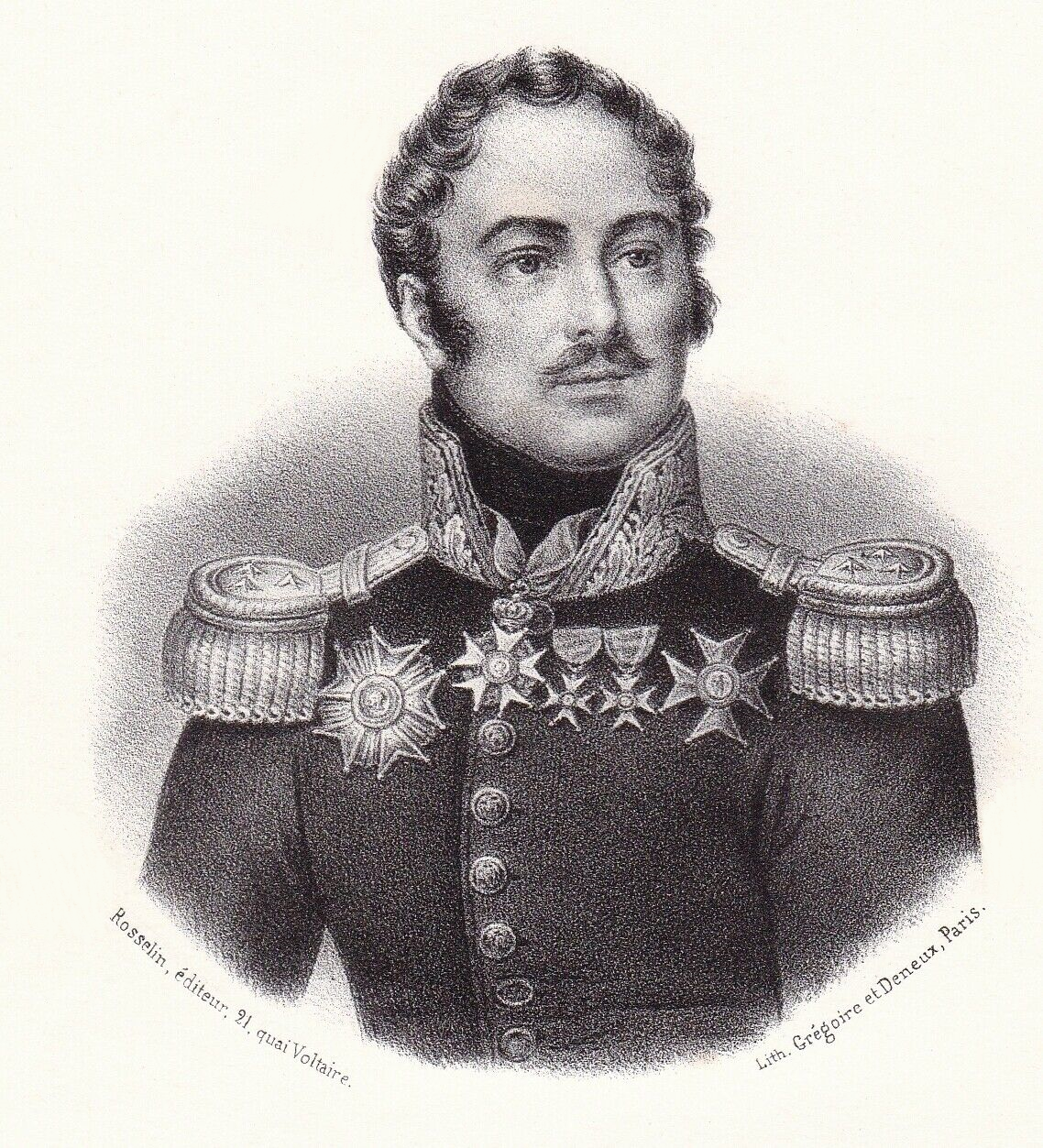
Amédée Despans-Cubières.

Amédée Louis Despans-Cubières, född 4 mars 1786 i Paris, död 6 augusti 1853 i Paris, var en fransk militär.
Despans-Cubières utmärkte sig under Napoleonkrigen, och steg i graderna till överste, men under restaurationen stannade hans karriär upp. Åren 1832–1837 förde han befälet över ockupationstrupperna i Ancona, blev 1835 generallöjtnant och var 1839 och 1840 krigsminister. Invecklad i en korruptionsprocess dömdes han 1847 till böter och degradering men blev 1852 rehabiliterad.